# Ricardo Galvão

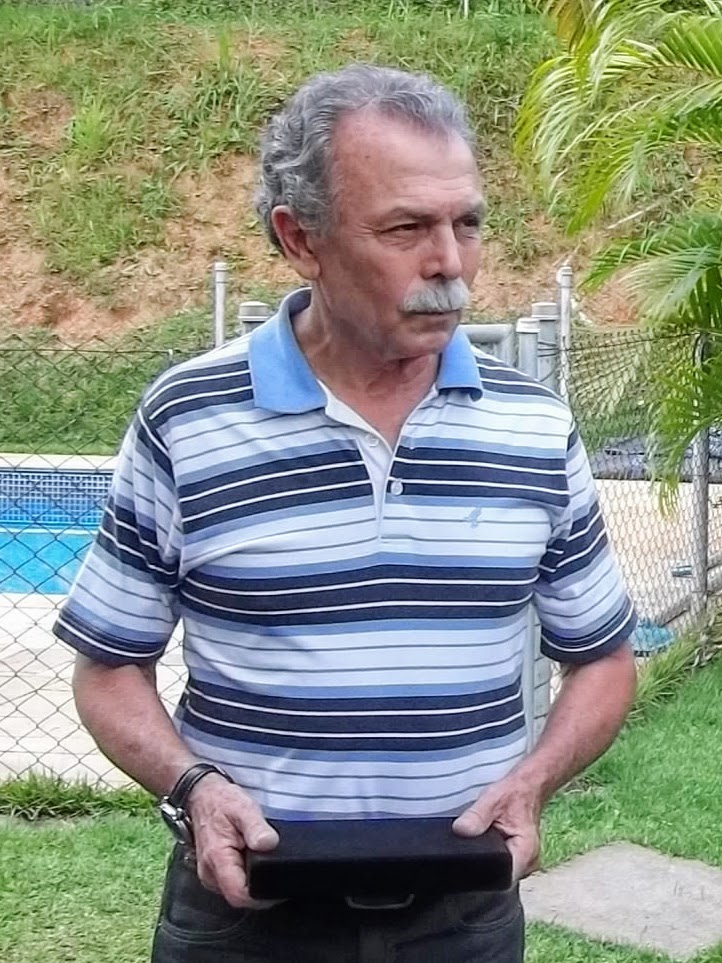
Ricardo Galvão, 2015

Ricardo Magnus Osório Galvão (* 21. Dezember 1947 in Itajubá, Minas Gerais) ist ein brasilianischer Physiker und ehemaliger Präsident des brasilianischen Weltraumforschungsinstitutes Instituto Nacional de Pesquisas Espaciais (INPE).

## Ausbildung und berufliche Karriere
Ricardo Galvão studierte von 1965 bis 1969 Telekommunikationstechnik an der Universidade Federal Fluminense und absolvierte dann bis 1972 ein Masterstudium der Elektrotechnik an der Universidade Estadual de Campinas. Er promovierte 1976 in Plasmaphysik am Massachusetts Institute of Technology (MIT). Er lehrte anschließend als freier Dozent Experimentalphysik an der Universidade de São Paulo. Später wurde Ricardo Galvão zum Präsidenten des Brasilianischen Weltraumforschungsinstitutes INPE berufen. Galvãos Amtszeit sollte bis 2020 laufen. 2019 veröffentlichte die INPE Daten, die die stark zunehmenden Rodung und Brandrodung des brasilianischen Regenwaldes, speziell nach dem Amtsantritt der Regierung Bolsonaro dokumentieren. Am 7. August 2019 gab die brasilianische Regierung bekannt, Galvão sei von seinem Posten abberufen worden.
Galvãos wissenschaftliche Schwerpunkte sind die Strömungslehre und die Plasmaphysik. Bei Letzterem befasste er sich hauptsächlich mit Alfvén-Wellen, Rotation in magnetisierten Plasmen, Physik von Tokamaks (Fusionsreaktoren) und nichtlinearen Phänomenen im Plasma.

## Disput mit der Regierung Bolsonaro
Das INPE veröffentlichte im Sommer 2019 Daten, die Ausmaß und Geschwindigkeit der Waldbrände im Amazonas zeigten. Am 19. Juli 2019 griff Ministerpräsident Jair Bolsonaro Ricardo Galvão direkt an. Er erklärte, er habe das Gefühl, die vom staatlichen INPE veröffentlichten Daten über die Abholzung des brasilianischen Regenwaldes seien Lügen; Galvão arbeite wahrscheinlich für eine Nichtregierungsorganisation. Das sei nicht unüblich.
Galvão antwortete am Tag darauf, Jair Bolsonaro müsse verstehen, dass er als Präsident der Republik in der Öffentlichkeit nicht wie in einem Getränkekiosk (brasilianisch: botequim) reden könne. Die Aussagen des Präsidenten seien zwar gegen ihn gerichtet, schlimmer sei aber, dass sie die staatliche wissenschaftliche Institution des Landes angriffen. Bolsonaro versuche offensichtlich, wie bei Joaquim Levy vorzugehen. Der ehemalige Chef der Staatsbank wurde vom Präsidenten angegriffen und trat daraufhin zurück. Er komme gerne in die Hauptstadt Brasília und dann solle Bolsonaro ihm seine Kritik ins Gesicht sagen. Die wissenschaftliche Community Brasiliens und etliche internationale Wissenschaftler stellten sich hinter Galvão.
Hingegen sagte Bolsonaro, die Veröffentlichung der Daten gebe ein negatives Bild Brasiliens im Ausland ab. Bei INPE gebe es Mitarbeiter, die Brasilien bewusst schaden wollten, und welche nun entlassen würden. Der brasilianische Umweltminister Ricardo Salles erklärte, Teile des von der INPE gezeigten Einschlages haben bereits in weiter zurückliegenden Jahren stattgefunden und sei erst jetzt in die Berechnung der INPE eingeflossen. Damit seien die Ergebnisse verfälscht worden. Ricardo Galvão sagte dagegen, die Daten seien korrekt. Sein Vorgesetzter, Wissenschaftsminister Marcos Pontes, habe dem INPE und ihm das Vertrauen ausgesprochen; denn dieser wisse, dass die Daten zuverlässig seien. Am 7. August 2019 entließ die brasilianische Regierung Galvão von seinem Posten. Als Nachfolger wurde interimistisch Darcton Policarpo Damião berufen.

## Mitgliedschaften
Ricardo Galvão war Präsident der Brasilianischen Gesellschaft für Physik und ist Mitglied der European Physical Society. Er ist Mitglied der Brasilianischen Akademie der Wissenschaften und der Akademie der Wissenschaften des Staates São Paulo.